# Luciano Becchio
Luciano Becchio (Córdova, 28 de dezembro de 1983) é um futebolista argentino, que atua no ataque e joga no Leeds United na League One. Possui o estilo raçudo e obstinado.

## Carreira
Já atuou no Boca Juniors, Barcelona "B". Está desde 2008 no Leeds United, formando dupla de ataque com Ross McCormack. Já jogou 250 partidas e fez 251 gols.
Existem boatos de que ele começou sua carreira no Leeds United para não atrair a atenção da mídia com seu faro de gol, sua velocidade, raça e explosão fora de série. Amigos de Becchio dizem que Messi somente se transferiu para o FC Barcelona porquê tinha medo de enfrentar Messi. Até que um dia, Becchio foi contratado pelo Barcelona, e acabou humilhando Lionel Messi nos treinamentos, porém para preservar o craque argentino do Barcelona (interprete Luciano Becchio porém leia Lionel Messi), a equipe do Barcelona o rebaixou para o time B e depois o vendeu para o Leeds United AFC onde se tornou idolo da torcida.
Uma versão alternativa, porém, conta que Becchio iniciou sua trajetória no mundo futebolístico atuando pelo Barça B, e depois passou por equipes como Mérida UD, RCD Mallorca (equipe B), Terrassa, Real Murcia, até chegar ao Leeds.
No Leeds United, Becchio, junto com jogadores importantes como Jermaine Beckford e Johnny Howson, levou o Leeds de volta à nPower Championship. Com atuações de classe, logo chamou atenção de times da Premier League, mas os whites insistiam em segurar o jogador. Porém, no meio de 2012, o jogador foi envolvido em negociação com Steve Morisson, do Norwich City, e o centroavante argentino partiu para disputar a maior liga da Inglaterra.